# Japanische Transkription
Für die Transkription der japanischen Schrift in das lateinische Alphabet wurden verschiedene Systeme entwickelt, deren Systematik auf der 50-Laute-Tafel basieren. Weit verbreitet sind folgende Systeme:
- Hepburn-System (Hebonshiki)
- JSL- bzw. Yale-System (Yērushiki)
- Kunrei-System (Kunreishiki), standardisiert als ISO-3602, eine Fortentwicklung des
- Nippon-System (Nihonshiki / Nipponshiki)

Für die Transkription der japanischen Schrift in das kyrillische Alphabet wurde das Polivanov-System entwickelt.
Als Umschrift für besondere Zwecke ist die Japanische Brailleschrift für Blinde und Personen mit starker Sehbehinderung entwickelt worden.